# Sándor Árpád (zongoraművész)
Sándor Árpád, 1913-ig Stern (Budapest, 1896. június 5. – Budapest, 1972. február 10.) zongoraművész, kamarazenész, zenekritikus. Sándor Renée zongoraművész és Sándor Frigyes hegedűművész, karmester bátyja. Unokatestvére a szintén zongoraművész Sándor György volt.

## Élete
Stern Vilmos (1864–1915) csillárgyáros és Seidner Szidónia (1876–1971) fia. Tanulmányait a budapesti Zeneakadémián Bartók Béla és Kodály Zoltán növendékeként végezte. Zongoristaként 1916-ban szülővárosában mutatkozott be először. Nem sokkal később az USA-ban járt hangversenykörúton. 1917-ben a Szimfónia című zenei folyóiratot szerkesztette. 1922-ben Berlinben telepedett le, ahol a náci hatalomátvételig a Berliner Tageblatt zenekritikusa volt. 1933-ban ismét az USA-ba ment, ahol mint kamaramuzsikus és zongorakísérő működött. Tíz évvel később megkapta az amerikai állampolgárságot. Partnere volt Jasha Heifetznek, Lily Ponsnak és más híres művészeknek. Néhány évvel halála előtt egy balesetben megsebesült a karja, s ekkor nyugdíjba vonult. Élete utolsó éveit teljes visszavonultságban töltötte Budapesten. Hetvenöt éves korában hunyt el.

## Magánélete
Házastársa Blech Lujza Klára volt, akit 1934. március 16-án Budapesten vett nőül. 1939-ben elváltak. 1943-ban New Yorkban házasságot kötött Helga Bodenheimerrel (1920–2006).